# Рыкуша
Рыкуша — река в России, правый приток Волги, протекает в Тутаевском районе Ярославской области. Длина реки составляет 22 километра, площадь водосборного бассейна 95 км².

Река образуется слиянием ручьев Накринка и Медведка выше южнее деревни Шишкино. Исток ручья Накринка находится около железнодорожной станции Ваулово. Ручей течёт на север, затем на восток по лесной и болотистой местности, минуя стороной населённые пункты. Ручей Медведка имеет исток южнее деревни Кузьминское. Он течёт на северо-запад, минуя деревню Парфенково. Река Рыкуша течёт на северо-восток через деревни Шишкино, Олюнино, Мартыново, протекает по северо-западной окраине Тутаева. На северной окраине Тутаева река пересекает автодорогу Р151 и впадает в Волгу, имеет устье в Горьковском водохранилище в 2665 км от устья по Волге. В Тутаеве река протекает по глубокой долине, у которой некоторые склоны стали использоваться для горнолыжного спорта, на территории исчезнувшей деревни Митинское.
Ширина русла реки равна 1...16 м, глубина — до 2,5 м. Скорость течения достигает на плесовых участках 0,1...0,2 м/с, на перекатах 0,3...0,8 м/с.

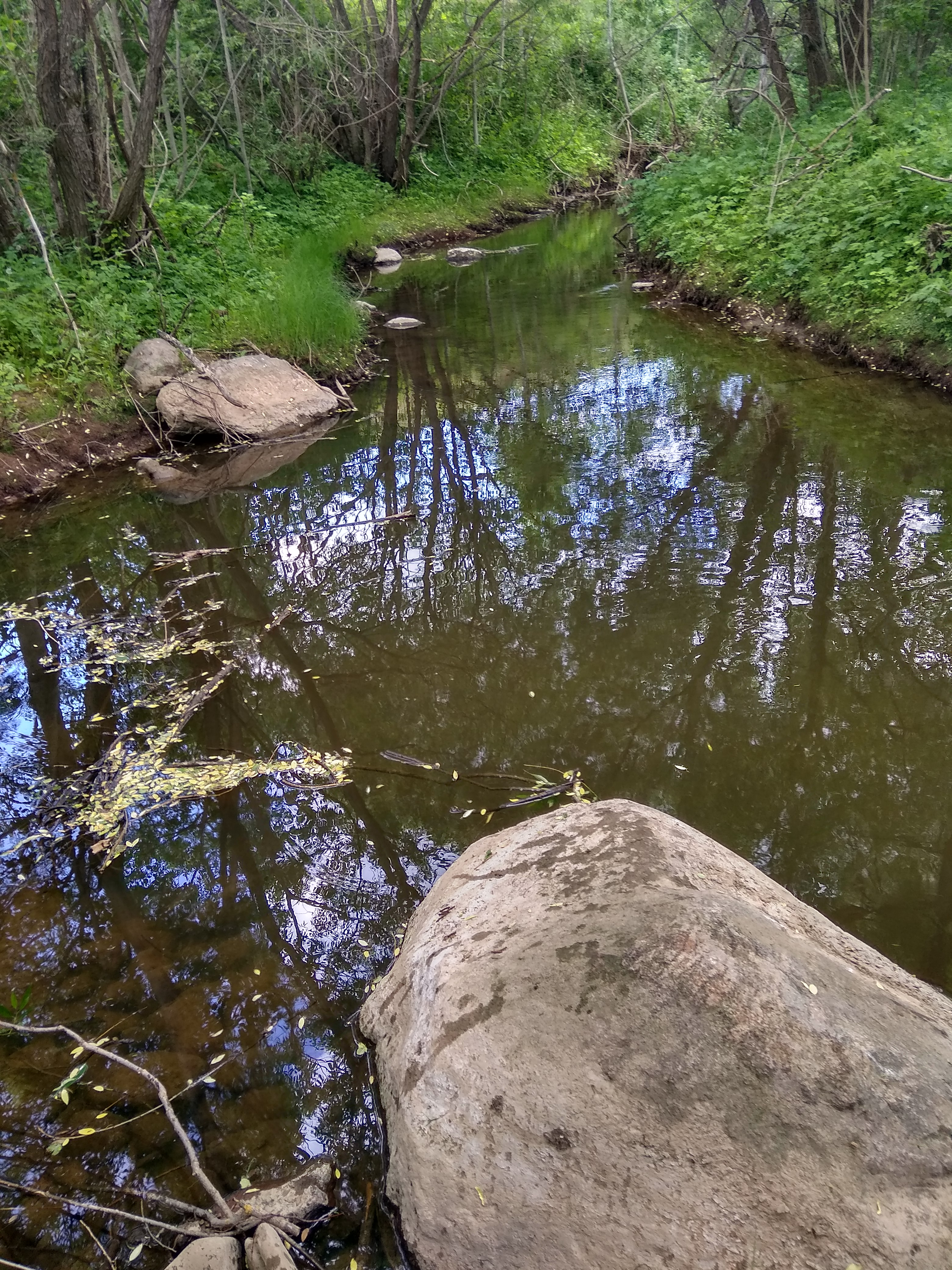
Предустьевой участок. Июнь 2019

## Данные водного реестра
По данным государственного водного реестра России относится к Верхневолжскому бассейновому округу, водохозяйственный участок реки — Волга от Рыбинского гидроузла до города Кострома, без реки Кострома от истока до водомерного поста у деревни Исады, речной подбассейн реки — Волга ниже Рыбинского водохранилища до впадения Оки. Речной бассейн реки — (Верхняя) Волга до Куйбышевского водохранилища (без бассейна Оки).
Код объекта в государственном водном реестре — 08010300212110000010521.